# Ópera de Yu

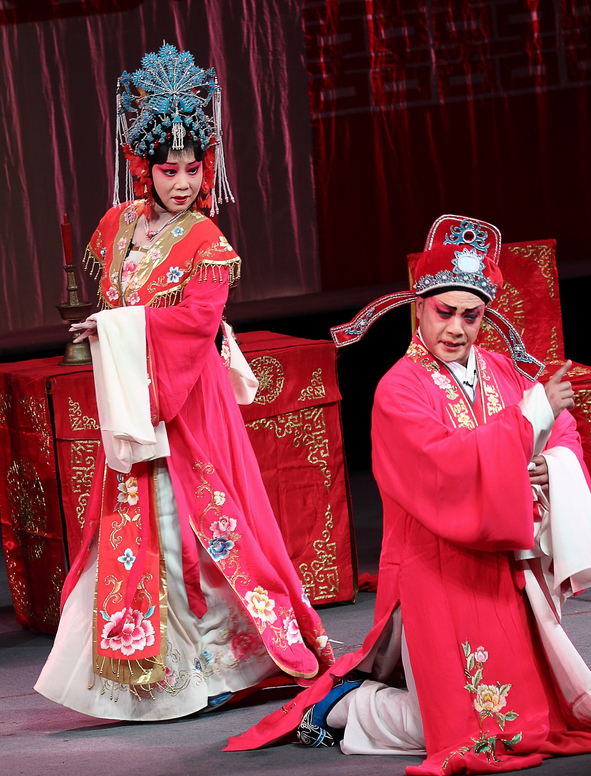
Yu performers

Ópera Yu ou ópera Yuju, às vezes conhecida como Henan bangzi é uma das famosas formas de ópera nacionais na China, ao lado da ópera de Pequim, da ópera Yue, da ópera Huangmei e da ópera Pingju. A província de Henan é a origem da ópera Yu. A abreviação de um caractere de Henan é "豫" (yù), e assim o estilo de ópera foi oficialmente chamado de "豫剧" (Yùjù) após a fundação da República Popular da China. A área onde a ópera Yu é mais comumente executada é na região ao redor do Rio Amarelo e do Rio Huai. De acordo com dados estatísticos, a ópera Yu foi o gênero de ópera líder em termos de número de artistas e trupes. Embora a ópera de Yu seja frequentemente chamada de “ópera de Henan” em inglês, dentro de Henan é considerada apenas uma das três formas de ópera mais importantes da província (as outras duas são Quju 曲剧 e Yuediao 越调).
Fora de Henan, províncias como Hubei, Anhui, Jiangsu, Shandong, Hebei, Pequim, Shanxi, Shaanxi, Gansu, Qinghai, Xinjiang, todas têm trupes profissionais de ópera Yu. Há também uma trupe em Kaohsiung, Taiwan. A história da ópera de Henan remonta a mais de 200 anos atrás. A ópera foi amplamente difundida na província de Henan no final da Dinastia Qing (1644-1911) e enfrentou novas oportunidades de desenvolvimento após a fundação da República Popular da China em 1949. A ópera se espalhou pela China e estava à frente das outras 300 óperas locais na China antes de meados da década de 1980.

## História
A ópera Yu surgiu durante o final da dinastia Ming e início da dinastia Qing. No início, eram principalmente areas de canções sem maquiagem, que eram amadas pelas pessoas comuns. Como resultado, desenvolveu-se muito rapidamente. A origem da ópera Yu era difícil de se rastrear, e os ditos sobre sua origem eram diferentes. No que diz respeito à origem e formação da ópera Henan, havia uma escassez de registros em livros antigos e poucos estudiosos queriam se envolver em exploração e pesquisa abrangentes e profundas.
Desde as décadas de 1920 e 1930, existem várias teorias e pontos de vista sobre a origem da ópera. Não existe uma teoria que seja geralmente aceita pelos pesquisadores, pois não há evidências suficientes para convencer todas as pessoas, portanto, existem vários argumentos semelhantes e completamente opostos. Quatro principais opiniões representativas sobre a origem da ópera são apresentadas a seguir, elas são originárias da ópera de Shanxi, originárias da sociedade popular de Henan, originárias da melodia operística que é popular na área das Planícies Centrais da China e originárias do predecessor de Henan Bangzi.

## Tipos de sintonia
Existem quatro tipos principais de ópera Yu. A ópera de Xiangfu é ouvida em torno de Kaifeng ; Sintonize Yudong na área de Shangqiu. A melodia de Yuxi é ouvida em torno de Luoyang, e a melodia de Shahe em torno de Luohe. Yudong e Yuxi são as formas principais, com Yudong expressando comédia e Yuxi expressando tragédia. No final da Dinastia Qing (1644-1911), Henan Bangzi foi bastante expandido em Henan. Devido a diferentes hábitos de vida, características de linguagem, ambiente natural, psicologia cultural e gostos estéticos na china, Henan Bangzi mudou do repertório para a melodia operística em diferentes regiões de Henan. Portanto, quatro tipos principais de melodia da ópera Henan se formaram. Os quatro tipos estão centrados em diferentes regiões da província de Henan.

## Pessoas famosas
Os mais famosos atores e atrizes da ópera de Henan são Chang Xiangyu, Chen Suzhen, Cui Lantian e Ma Jinfeng. Além das quatro atrizes mencionadas anteriormente, há também alguns atores conhecidos como Zhao Yiting, Tang Xicheng, Li Sizhong.
Zhao Yiting (1995-1992), membro da Associação de Teatro Chinês e diretor da Associação de Teatro de Henan. Sua carreira artística se estende por mais de 60 anos e fez contribuições notáveis para a carreira teatral. Ele é uma figura importante na história da ópera de Henan. 
Tang Xicheng (1924-1993), membro da Chinese Theatre Association, diretor da Henan Theatre Association. As conquistas de suas realizações artísticas contribuíram para o pico mais alto do personagem masculino na ópera de Henan e o Sr. Tang é um mestre da ópera de Henan. 
Li Sizhong (1921-1996), um famoso mestre da ópera de Henan, o representante do artista Heilian ("personagem masculino com rosto pintado de escuro") da Ópera de Henan. 

## Status quo e soluções sugeridas
Como um importante gênero de ópera local entre as inúmeras óperas chinesas relacionadas ao patrimônio cultural imaterial, no entanto, a ópera de Henan está enfrentando uma situação difícil na proteção e desenvolvimento. Como muitas outras óperas locais, o futuro da Ópera de Henan é preocupante devido à influência da economia de commodities e ao impacto dos estilos de vida modernos na China. O número de peças e público urbano diminuiu, e o público rural é dominado pelos idosos. Quanto às sugestões para melhorar a situação difícil, a ópera de Henan pode estabelecer um benefício mútuo com o recurso do turismo para atrair mais público. Ao mesmo tempo, a exploração e a pesquisa dos materiais da ópera de Henan podem ser enriquecidas, o investimento no desenvolvimento da ópera de Henan pode ser aumentado e a produção do turismo da ópera de Henan atende às necessidades dos tempos. Existem algumas estratégias específicas, como fortalecer a propaganda turística da ópera de Henan, construir a marca característica da cultura da ópera de Henan, desenvolver o projeto de experiência de turismo da ópera de Henan, realizar o festival de ópera de Henan, cultivar a nova força do turismo da ópera de Henan e explorar vários modelo de desenvolvimento do turismo de ópera de Henan.